# Duca di Guimarães

Stemma dell'infante Duarte I, 4º duca di Guimarães

Duca di Guimarães fu un titolo nobiliare creato da re Alfonso V del Portogallo nel 1475 per Ferdinando II, 3º duca di Braganza; in questa occasione il re aveva semplicemente elevato il preesistente titolo di conte di Guimarães, concesso undici anni prima, nel 1464, alla stessa persona.
Quando Isabella di Braganza sposò l'infante Eduardo d'Aviz, il figlio più giovane di re Manuele I del Portogallo, suo fratello Teodosio I, duca di Braganza, cedette il ducato come parte della sua dote, e Duarte divenne il 4º duca di Guimarães. Dal momento che il loro figlio, Duarte II di Braganza, morì senza discendenti, il ducato ritornò alla corona, ma venne ben presto garantito nuovamente al casato di Braganza quando re Filippo III lo concesse a Giovanni II, 8º duca di Braganza, futuro re di Portogallo con il nome di Giovanni IV.

## Lista di duchi di Guimarães
1. Ferdinando II, duca di Braganza (1430-1483); conte di Guimarães (1464) e duca di Guimarães (1475);
2. Giacomo, duca di Braganza (1479-1532);
3. Teodosio I, duca di Braganza (1510-1563);
4. Infante Eduardo I d'Aviz (1515-1540);
5. Infante Eduardo II (1541-1576);
6. Giovanni II, duca di Braganza (1604-1656), nipote di Caterina d'Aviz, sorella di Eduardo II, divenne re di Portogallo nel 1640;
7. infanta Adelgonda (1858-1946), figlia di re Michele del Portogallo, sposò il principe Enrico di Borbone-Parma, conte di Bardi (figlio di Carlo III di Parma);
8. Duarte Pio, duca di Braganza (n. 1945), attuale duca di Braganza.